# Kultura badeńska

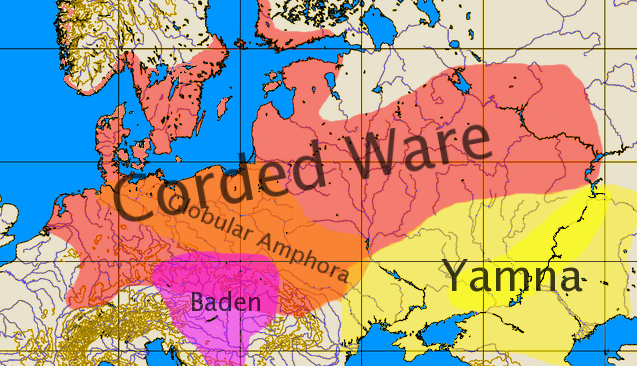
obszar występowania kultury badeńskiej (Baden) III tys. p.n.e

Kultura badeńska (inaczej zwana kulturą ceramiki promienistej) – kultura młodszego eneolitu z kręgu kultur naddunajskich szeroko rozpowszechniona w środkowej Europie od połowy IV do połowy III tysiąclecia p.n.e. Kultura Badeńska rozwinęła się na podłożu kultury Vinča na terenie Austrii, Węgier, Czech, Słowacji i płd. Polski. Ludność kultury badeńskiej zajmowała się hodowlą i uprawą roli, wytwarzała narzędzia krzemienne i kamienne, ceramikę zdobioną charakterystycznymi żłobionymi rowkami rozprowadzanymi promieniście, broń i ozdoby z miedzi. W kulturze tej upowszechnił się ciałopalny obrządek pogrzebowy. Nazwana od miasta Baden w Austrii.

## Kryteria wydzielenia
Powstanie i rozwój kultury badeńskiej nastąpił w okresie wielkich przemian, gdy w środkowej Europie rozpoczęły się zmiany wielkich kultur neolitycznych i wczesnoeneolitycznych, a jeszcze nie nastąpiła stabilizacja właściwa rozwiniętej epoce brązu.
Kultura badeńska zwana jest również kulturą ceramiki promienistej, kulturą Pecel, kulturą kanelowaną, kulturą młodszego eneolitu. Ornamenty kanelowane rozchodzą się promieniście od dna naczynia, od czego pochodzi określenie „ceramika promienista”.

## Chronologia, geneza i następstwo
Czas trwania tej kultury zależał od terytorium, na którym występowała. W Polsce występowała w drugiej połowie III tysiąclecia p.n.e., zaś na Węgrzech i Rumunii w połowie IV tysiąclecia. p.n.e. Impulsem do powstania tej kultury było połączenie elementów znad dolnego Dunaju z kulturą Cernavoda II – III, które spowodowało powstanie grupy Boleraz na terenie dorzecza środkowego Dunaju. Na podłożu kultury Vinča powstała właściwa kultura badeńska, ogarniająca cały obszar dawniej zajęty przez kultury kompleksu lendzielsko-polgarskiego. Archeolodzy łączyli jej genezę bezpośrednio z migracją ludności bałkańsko-anatolijskiej lub emigracją ludności po upadku Troi II (jako argument wysuwano obecność w węgierskich grobach kultury badeńskiej urn twarzowych podobnych do urn z Troi – dowodzą tego wykopaliska w Center na Węgrzech, ale podobne są znane ze starszej kultury Vinča, która sięgała do Anatolii).
Kultura badeńska przekształciła się kulturę ceramiki sznurowej.

### Datowanie kultury badeńskiej
| Fazy            | Grupy                          | Datowanie             | Stanowiska            |
| --------------- | ------------------------------ | --------------------- | --------------------- |
| Balaton-Lasinya | —                              | 3700 lat p.n.e., kal. | —                     |
| Boleráz         | —                              | 3500 lat p.n.e.       | Pilismarot            |
| Ia              | Štúrovo                        | —                     | Letkes                |
| Ib              | Nitriansky Hrádok              | —                     | Lánycsok, Vysoki breh |
| Ic              | Zlkovce                        | —                     | Balatonboglár         |
| Post-Boleraz    | —                              | —                     |                       |
| wczesna         | Fonyod/Tekovský Hrádok         | —                     | —                     |
| późna           | Červený Hrádok/Szeghalom-Dioér | —                     | —                     |
| Classical Baden | —                              | 3400 lat p.n.e.       | —                     |
| II, III         | starsza                        | —                     | Nevidzany, Viss       |
| IV              | młodsza                        | —                     | Uny, Chlaba, Ózd      |

## Obszar występowania i kontekst kulturowy
Kultura ta była szeroko rozpowszechniona w środkowej Europie (Węgry, Słowacja, Austria, Czechy, Polska, północna Serbia i zachodnia Rumunia). Kultura badeńska w Polsce występowała na terenie Małopolski i Górnego Śląska w postaci odrębnych grup, nawiązujących do terenu Moraw i Słowacji oraz silnie oddziaływała na późną fazę kultury pucharów lejkowatych (Bronocice i niektóre stanowiska na Kujawach i w Wielkopolsce i w dorzeczu Nidy). Wpływ kultury badeńskiej dotarł nawet do Kujaw, gdzie zaczęto przejmować formy zdobień ceramiki.
Na północny wschód od obszaru kultury badeńskiej znajdowała strefa leśna (paraneolityczna) zajmowana przez kultury ugrofińskie. Na północy powstała kultura amfor kulistych. Ze wschodu przybyły ludy, które stworzyły kulturę ceramiki sznurowej. Na zachodzie występowała kultura pucharów lejkowatych, która przeplatała się z kulturą badeńską na Śląsku, Małopolsce i na Węgrzech.

## Charakterystyczne wyroby kulturowe
Powstanie kultury badeńskiej wiązało się z rozwojem nowych form ceramiki (naczynia profilowane, zdobione ornamentami kanelowanymi i rytymi, rozwój kubków i dzbanów). W małym stopniu uległo zmianie budownictwo miejscowe.
Krzemieniarstwo: z doskonałych jakościowo surowców produkowane były przez specjalistów siekiery i długie wióry. Do prostych czynności używano narzędzi odłupkowych wykonanych na poczekaniu z surowców dostępnych w pobliżu osad.
Istotnym zjawiskiem w kulturze badeńskiej była znajomość czterokołowego wozu, poświadczona znaleziskiem modelu z Budakalász na Węgrzech.

## Osadnictwo
Osady kultury badeńskiej były budowane na terenach wysoko położonych, często otaczane fortyfikacjami, niekiedy nawet murami kamiennymi (np. Hlinsko na północnych Morawach). Domy budowano małe, jednorodzinne, zakończone absydą. Wewnątrz obiektów mieszkalnych znajdowały się kopulaste piece. Wokół domostw spotyka się trapezowate jamy, służące za spichlerze do przechowywania ziaren zbóż.

## Obrządek pogrzebowy i wierzenia
Obrządek grzebalny obejmował zarówno groby szkieletowe, jak i ciałopalne. Znane są też groby zbiorowe w osadach, często w jamach odpadkowych, rzadkie kurhany i pochówki zwierzęce. Zmarłych grzebano niespalonych w pozycji skurczonej, niekiedy wraz ze zwierzętami. Znane są wypadki ciałopalenia z użyciem popielnic twarzowych, a także groby symboliczne. Obok grobów ludzi ze zwierzętami pociągowymi (bydło), symbolizującymi zaprzęg, występują groby samych zwierząt (kult Bogini Matki).

## Gospodarka i społeczeństwo
W gospodarce hodowlano-rolnej dominowała hodowla (bydło, świnie), co m.in. poświadczają specjalne zagrody dla bydła – kraale. Handlowano makiem, pszenicą pierwotną i żytem. Świadczyć o tym mogą znaleziska z wykopalisk w Zesławicach.
Do tego samego cyklu kulturowego zalicza się również:
- kultura ceramiki wstęgowej rytej
- kultura lendzielska
- kultura pucharów lejkowatych
- kultura amfor kulistych
- kultura ceramiki sznurowej
- kultura ceramiki promienistej
- kultura pucharów dzwonowatych